# SWR Fernsehen
SWR ist das gemeinsame regionale Fernsehprogramm des Südwestrundfunks für die Länder Baden-Württemberg und Rheinland-Pfalz. Gemäß dem Staatsvertrag über den Südwestrundfunk wird bei mindestens 30 Prozent des laufenden Programms länderspezifisch auseinander geschaltet. Seit 11. September 2023 firmiert das Programm nun als SWR.

## Landesprogramme
Die Landesprogramme des SWR werden aus Stuttgart (für Baden-Württemberg) und aus Mainz (für Rheinland-Pfalz) gesendet und betragen 30 Prozent vom Gesamtanteil. Die restlichen 70 Prozent werden zentral gestaltet, im Baden-Badener Play Out Center ausgespielt und sind in beiden Bundesländern zu sehen.

## Geschichte

Das erste „Logo“ von Südwest 3

Das Programm existiert bereits seit dem 5. April 1969, damals noch unter dem Namen Südwest 3 in Kooperation von SDR, SWF und SR. Es wurde seinerzeit als letztes drittes Fernsehprogramm in der Bundesrepublik Deutschland eingeführt und anfangs nur am Wochenende ausgestrahlt. Besonders im Vormittags- und Nachmittagsprogramm dominierten zunächst Bildungssendungen (Schulfernsehen, Telekolleg).
Am 30. August 1998 wurde das Programm in Südwest BW beziehungsweise Südwest RP, im Jahr 2000 dann in Südwest Fernsehen umbenannt. Am 11. September 2006 erfolgte die Umbenennung des Programms in SWR Fernsehen. An diesem Tag wurde auch das Bildformat geändert, es wird jetzt in der Regel in 16:9 gesendet. Auch Programmhinweise und Regionalnachrichten werden generell in 16:9 gesendet. Die beiden eigenständigen Programme sind seit dato das SWR Fernsehen BW und das SWR Fernsehen RP. Im Zuge der Transformation des SWR zum multimedialen Medienunternehmen und einer modifizierten Marken- und Absenderstrategie wurde das Programm zum 11. September 2023 zu SWR umbenannt und gebrandet. Der SWR zeigt sich seit diesem Tag auf allen prägenden Plattformen durchgängig mit seiner „Zentralen Absendermarke“.
Am 30. April 2012 startete ein HD-Simulcast im hochauflösenden Format 720p. Bis zum 7. Januar 2025 sendete der SWR in SD-Qualität.
Seit dem 25. Oktober 2016 wird SWR BW HD im gesamten Kabelnetz von Unitymedia eingespeist. Somit kann man den SWR neben Baden-Württemberg nun auch in Hessen und Nordrhein-Westfalen in HD sehen.

## Eigenproduktionen im SWR

### Nachrichten und Politik
- 2+Leif
- Europamagazin
- Landesschau Baden-Württemberg
- Landesschau Rheinland-Pfalz
- SWR Aktuell Baden-Württemberg
- SWR Aktuell Rheinland-Pfalz
- Leute night (im Radiostudio von SWR1 Baden-Württemberg mit Wolfgang Heim)
- Minitz – Nachrichten für Kinder
- Reiss & Leute
- Report Mainz
- zur Sache Baden-Württemberg!
- zur Sache Rheinland-Pfalz!

### Sport
- Flutlicht (Sportsendung) (für Rheinland-Pfalz)
- Sport im Dritten (für Baden-Württemberg)

### Unterhaltung und Film
- Talk
  - Leute night
  - Menschen der Woche
  - Nachtcafé
  - SonntagAbend
  - SWR3 latenight, abgelöst durch Die Pierre M. Krause Show
  - Wie geht’s eigentlich...?
- Comedy & Kabarett
  - Alfons und Gäste
  - Puschel TV
  - Schreinerei Fleischmann
  - Spätschicht – Die Comedy Bühne
  - Studio Richling
- Land & Leute
  - Stadt – Land – Quiz
  - Ich trage einen großen Namen
  - Meister des Alltags
  - Sag die Wahrheit
  - wer zeigt’s wem?
- Show
  - Einfach Die Besten
  - Immer wieder sonntags
  - Verstehen Sie Spaß?
- Film & Serie
  - Die lange Horror Filmnacht (mit Boris Masurke)
  - Debüt im Dritten
  - Die Fallers – Eine Schwarzwaldfamilie
  - Tatort

### Ratgeber und Wissen
- ARD-Buffet
- ARD-Ratgeber: Auto – Reise – Verkehr
- ARD-Ratgeber: Recht
- Geschichte
- grünzeug (Baden-Württemberg)
- Im Grünen (Rheinland-Pfalz)
- Kaffee oder Tee
- Kochkunst
- Landesschau Baden-Württemberg
- Landesschau Rheinland-Pfalz
- Essgeschichte(n)
- Marktcheck
- nano
- Odysso – Das will ich wissen!
- Planet Wissen
- startklar – das automagazin
- Tele-Akademie
- Wir in Rheinland-Pfalz

### Kultur
- Bestenliste
- DieBesten
- Emmerich Smola Förderpreis
- Essgeschichte(n)
- faszination musik
- jazz masters
- Kulturdokumentationen
- Landesart – Kultur in Rheinland-Pfalz
- Landesschau KulTour
- Literatur im Foyer, später abgelöst durch "lesenswert Quartett"
- Menschen unter uns
- Ohne Filter
- Nachtkultur
- Treffpunkt

### Dokus und Reportagen
- 40+ – Jetzt oder nie
- betrifft: …
- Dokumentarfilm
- Doku-Serie
- Eisenbahn-Romantik
- Fahr mal hin
- Geschichte
- Hierzuland
- junger dokumentarfilm
- Kinder! Liebe! Hoffnung!
- Kulturdokumentationen
- Landesschau unterwegs
- Leben live
- made in Rheinland-Pfalz
- Mensch Leute
- Mensch Leute Baden-Württemberg
- Menschen unter uns
- Schlaglicht
- Viertel vor Sieben
- Weltreisen
- Wir in Rheinland-Pfalz

### Reise und Freizeit
- da will ich hin
- Eisenbahn-Romantik
- Expedition in die Heimat
- Fahr mal hin
- grünzeug
- Landesschau-Mobil
- Landesschau Rheinland-Pfalz
- Länder, Menschen, Abenteuer
- Musikalische Reise
- Stadt Land Kreis
- Schätze der Welt
- Tour de Ländle
- Weltreisen

### Kinder und Jugend
- DASDING.TV
- Minitz – Nachrichten für Kinder
- Planet Schule
- Schulfernsehen
- Tigerenten Club

## Logos

### Südwest-Logos

Logo von Südwest 3 1969 bis Anfang 1980er
Dachmarke Südwest 3 Anfang 1980er bis 1998
Logo von Südwest 3 ca. 1995 bis 1998
2000 bis 2006
2006 bis 2011
2011 bis zum 5. November 2014
6. November 2014 bis 10. September 2023
Logo seit 11. September 2023

### HD-Ableger

2012 bis 2014
2014 bis 2023
2023 bis 2025

### Logos der beiden Regionalvarianten

Senderkennung für SWR Fernsehen BW von 1998 bis 2006
Senderkennung für SWR Fernsehen RP von 1998 bis 2006
Logo für SWR Fernsehen Baden-Württemberg von 2006 bis 2011
Logo für SWR Fernsehen Rheinland-Pfalz von 2006 bis 2011
Senderkennung für SWR Fernsehen BW von 2006 bis 2011
Senderkennung für SWR Fernsehen RP von 2006 bis 2011
Logo für SWR Fernsehen Baden-Württemberg seit 2011
Logo für SWR Fernsehen Rheinland-Pfalz seit 2011
Senderkennung für SWR Fernsehen BW (2011–2014), für SD-Empfang
Senderkennung für SWR Fernsehen RP (2011–2014), für SD-Empfang

Seit dem 27. Oktober 2014 gibt es keine Unterscheidung in der Senderkennung mehr. Der Unterschied (BW oder RP) kann nurmehr über den Sendernamen festgestellt werden, den das Empfangsgerät anzeigt. Eine Woche später am 6. November 2014 wurde ein neues Logo und On-Air-Design für das SWR Fernsehen eingeführt.
Mitte Juni 2015  verkleinerte der SWR das HD-Logo, der Hinweis HD war bis zum Entfall am 1. April 2025 verkleinert und hochgestellt von der Pfeilspitze aus gesehen. Der Hinweis auf HD wurde obsolet da die Ausstrahlung über SD seit dem 7. Januar 2025 von allen Dritten Programmen sowie Das Erste der ARD eingestellt wurde.